# Równina Wołomińska
Równina Wołomińska (318.78) – mezoregion fizycznogeograficzny w środkowo-wschodniej Polsce, stanowiący północno-wschodnią część Niziny Środkowomazowieckiej. Region graniczy od północy z Doliną Dolnego Bugu, od zachodu z Kotliną Warszawską i Doliną Środkowej Wisły, od południa z Równiną Garwolińską a od wschodu z Wysoczyzną Kałuszyńską, Obniżeniem Węgrowskim i Wysoczyzną Siedlecką; na północnym wschodzie region styka się z Podlaskim Przełomem Bugu. Równina Wołomińska leży w całości w obrębie woj. mazowieckiego.
Mezoregion jest zdenudowaną równiną, w której podłożu występują tzw. iły wstęgowe (wpływ na rozwój ceramiki w regionie). Równinę Wołomińską przecina seria dopływów Bugu i Narwi o nurcie równoległym do biegu środkowej Wisły: Struga, Czarna, Rządza, Osownica i Liwiec.
Przez Równinę Wołomińską przebiega linia kolejowa w relacji Warszawa-Małkinia Górna i wzdłuż niej właśnie leży większość ośrodków miejskich regionu: Warszawa (wschodnia część), Wołomin, Ząbki, Zielonka, Kobyłka i Tłuszcz, ponadto Marki, Sulejówek i Radzymin.